# Jordan Murray (Fußballspieler)
Jordan Murray (* 2. Oktober 1995 in Wollongong) ist ein australischer Fußballspieler.

## Karriere
Jordan Murray erlernte das Fußballspielen in den australischen Jugendmannschaften des Bulli FC und des South Coast Wolves FC. Bei den Wolves aus Illawarra stand er bis 2015 unter Vertrag. Über APIA Leichhardt FC, mit denen er den Waratah Cup gewann, wechselte er 2018 zu den Central Coast Mariners nach Gosford. Mit dem Verein spielte er 41-mal in der ersten Liga. Ende Oktober 2020 ging er nach Indien. Hier schloss er sich dem Kerala Blasters FC an. Das Fußball-Franchise aus Kochi spielte in der ersten Liga, der Indian Super League. Für die Blasters bestritt er 19 Ligaspiele. Im September 2021 verpflichtete ihn der ebenfalls in der Super League spielende Jamshedpur FC. 17-mal stand er für den Klub aus Jamshedpur in der ersten Liga auf dem Spielfeld. Anfang August 2022 zog es ihn nach Thailand. Hier unterschrieb er einen Vertrag beim Erstligisten Nakhon Ratchasima FC. Am Ende der Saison 2022/23 musste er mit dem Verein aus Nakhon Ratchasima in die zweite Liga absteigen. Für Korat bestritt er 28 Erstligaspiele. Nach dem Abstieg wurde sein Vertrag im Sommer 2023 nicht verlängert. Im Juli 2023 zog es ihn wieder nach Indien, wo er einen Vertrag beim Erstligisten Chennaiyin FC unterschrieb.

## Erfolge
APIA Leichhardt FC
- Waratah Cup: 2018